# Francisco Moreno García
Francisco Moreno García (Ronda, Málaga, 4 de febrero de 1964) es periodista y ejecutivo de medios de comunicación audiovisuales e institucionales y comunicación corporativa. 

## Biografía
Nacido en Ronda (Málaga), se traslada con su familia a las Islas Canarias en 1973 cuando cuenta con 9 años de edad. Comienza su trayectoria profesional antes de licenciarse en Diario de Avisos (1983), Radio Popular de Tenerife y Canarias7. Posteriormente se licenció en Ciencia de la Información por la Facultad de Ciencias de la Información (Universidad Complutense de Madrid) en 1987. 
En 1987 entra a trabajar en Televisión Española donde obtiene plaza por oposición a la edad de 23 años, siendo redactor de los Servicios Informativos hasta 1988. En 1988 es coordinador de los Servicios informativos de TVE-Canarias; en 1990 es designado jefe de los Servicios informativos Diarios de TVE-Canarias, puesto en el que permanece hasta 1993 y entre 1993 y 1999 es director de Informativos y Programas de TVE-Canarias, convirtiéndose además en el editor más joven en la historia de Telecanarias.
En esos años también es director del programa semanal de reportajes de investigación periodística Canarias Semanal.
Durante la década de los 90 fue enviado especial a Mauritania, Marruecos, Senegal, Costa de Marfil y Liberia.
En 1990 en Liberia, el equipo de TVE que él dirigía, fue el único del mundo que pudo entrar en Monrovia para cubrir la caída del dictador Samuel Kanyon Doe a manos de las tropas rebeldes que tomaron la capital.
En enero de 1999 abandona el ente público para ser delegado de Antena 3 en Las Palmas hasta abril de 2001.
Entre mayo de 2001 y junio de 2005 es director general de Radio Televisión Canaria, siendo también presidente de la Federación de Organismos de Radio y Televisión Autonómica (FORTA), entre noviembre de 2001 y mayo de 2002.
Entre junio de 2005 y abril de 2013 se incorpora al Grupo Editorial Prensa Ibérica como director general del Área Audiovisual. En esta etapa fue también productor de programas de televisión como Los anuncios de tu vida.
En 2009, la Academia de Televisión y de las Ciencias y Artes del Audiovisual de España le concede el Premio Talento, un galardón que se concede a propuesta de los propios académicos de la televisión y que reconoce el trabajo y la trayectoria tras las cámaras. Desde 2011 forma parte de la junta directiva de la Academia de Televisión y de las Ciencias y Artes del Audiovisual de España, siendo desde 2018, vicepresidente económico de dicha institución. También ha participado en los comités organizadores de los debates electorales de 2011, 2015, 2016 y noviembre de 2019, organizados por la Academia. En la Academia fue también secretario del Jurado Internacional de los Premios Iris América, que cada año premia los mejores trabajos periodísticos elaborados por las más de veinte televisiones latinoamericanas que forman parte de la Alianza Informativa Latinoamericana (AIL).
Entre 2013 y 2018 fue consultor independiente y relaciones institucionales de las Consejerías de Educación y de Industria del Gobierno de Canarias y de instituciones públicas y empresas privadas de distinta índole; entre junio de 2013 y diciembre de 2016 fue socio principal de Sentido Poco Común; entre enero de 2014 y octubre de 2019 fue director corporativo de Comunicación y Relaciones Institucionales de la compañía turística Lopesan; entre 2015 y 2018 fue profesor de Historia de la Publicidad y Comunicación Corporativa y Política en la Escuela de Negocios Next-lBS y entre septiembre de 2015 y octubre de 2019 fue consejero dominical de El León de El Español Publicaciones S. A.
En 2015, el PSOE de Canarias lo propuso como candidato al Consejo Rector de Radiotelevisión Canaria tras la reforma de la ley que regulaba el funcionamiento de la cadena autonómica. Se sometió al primer examen del Parlamento canario, pero renunció a su candidatura poco después, señalando en su carta de renuncia que «El proceso de elección seguido reproduce el esquema clásico de cuotas por partidos y pervierte el espíritu de profesionalización e independencia política que emana de la nueva Ley de la RTVC», explicando que "no quería estar en un consejo donde cada partido ha aceptado sin más a los candidatos de otros para que los otros acepten los suyos". 
Entre 2018 y 2021 fue uno de los candidatos del concurso público para elegir al Consejo de Administración y al presidente de RTVE.
Desde noviembre de 2019 es administrador único de Radio Televisión Canaria, volviendo a asumir la máxima responsabilidad en el ente 14 años después. En esta etapa volvió a asumir por segunda ocasión la presidencia de la FORTA, entre julio de 2022 y enero de 2023, tras haberla ostentado entre noviembre de 2001 y mayo de 2002.
En mayo de 2021 se elige a la junta de control de Radio Televisión Canaria y al director general, siendo Moreno el candidato consensuado por todas las fuerzas políticas. Pero finalmente debido a diversas discrepancias en torno a la figura de un consejero se paralizó el proceso.
En octubre de 2021, la Asociación de la Prensa de Gran Canaria vinculada a la Federación de Asociaciones de Prensa de España (FAPE) acordó en su junta directiva, proponerle como candidato al Premio Canarias de Comunicación 2022, valorando la asociación «sus méritos profesionales contraídos a lo largo de una dilatada trayectoria en diferentes medios en el sector público y privado, su brillante currículum y su deliberada apuesta por el servicio público», destacando la asociación «el impulso y el dinamismo que ha experimentado la industria audiovisual de Canarias» desde que Moreno fuera nombrado administrador único de RTVC. Al año siguiente, los informativos de Televisión Canaria fueron premiados con el Premio Ondas 2021, el premio a Mejor Periodista del Año de la Asociación de la Prensa de Madrid (APM) y el Premio Nacional de Televisión 2022 por la cobertura informativa de la erupción volcánica de La Palma de 2021.
El 30 de octubre de 2023 abandona la máxima responsabilidad en RTVC para ser director de Informativos de Mediaset desde el 6 de noviembre de 2023,cerrando así esta segunda etapa de cuatro años en la radiotelevisión canaria, habiendo estado en total (contando la primera etapa) ocho años al frente del ente público. Una semana después, Diario de Avisos le concede el Premio Taburiente 2023.
En octubre de 2024, la Asociación de Historiadores de la Televisión en España reconoce su trayectoria en televisión.